# Walter Henrique de Oliveira
Walter Henrique de Oliveira (født 21. oktober 1968) er en tidligere brasiliansk fodboldspiller.
Han har spillet for flere forskellige klubber i sin karriere, herunder Júbilo Iwata og Consadole Sapporo.